# Wolfgang Kiessling (Unternehmer)
Wolfgang Kiessling (* 7. September 1937 in Gera) ist Gründer, Besitzer und Generaldirektor des Loro Parques in Puerto de la Cruz auf der kanarischen Insel Teneriffa.

## Leben
Der Sohn einer Kaufmannsfamilie aus Köln ist Salem-Schüler und erwarb seine ersten Erfahrungen in Amerika und Kanada, ehe er die Geschäftsführung einer Charterflug-Gesellschaft in Frankfurt übernahm, die vor allem Teneriffa anflog.
Auf Teneriffa gründete Kiessling 1972 den Loro Parque zunächst als reinen Papageien-Park. Nach und nach öffnete sich der Park für weitere Tierarten. Kiessling betreibt auf Teneriffa außerdem die Erlebnis- und Spaßanlage bzw. Wasserpark Siam Park in Costa Adeje im Süden der Insel sowie das Hotel Botanico in Puerto de la Cruz. Mit insgesamt rund 800 Beschäftigten ist er damit zugleich auch der größte Arbeitgeber auf Teneriffa.
Kiessling setzt sich für den Natur- und Artenschutz ein, so gründete er 1994 die Loro-Parque-Stiftung, die sich als gemeinnützige Organisation weltweit für die Erhaltung bedrohter Papageien-Arten und deren Lebensräume engagiert. Erstmalig konnte der vom Aussterben bedrohten Blaulatzara und eine Population des stark gefährdeten Learara in menschlicher Obhut aufgebaut werden. Kiessling setzt sich außerdem für die Einrichtung eines Schutzgebietes für Meeressäuger im Meeresgebiet von Makaronesien ein. Außerdem warnte er vor den Folgen des menschengemachten Klimawandels.
Im Jahr 2008 eröffnete Kiessling im Süden Teneriffas eine weitere touristische Attraktion, den Siam-Park, eine Abenteuer-Wasserwelt, die unter anderem das größte Wellenschwimmbad Europas beherbergt.
2018 wurde auf Gran Canaria das Großaquarium Poema del Mar („Gedicht des Meeres“) eröffnet, das eines der größten Aquarien der Welt ist.
Ein zukünftiges Projekt ist wohl eine Erweiterung des Loro Parque, wobei 2020 weitere Parkmöglichkeiten geschaffen werden sollen. Auch ein Siam-Park auf Gran Canaria ist bereits seit Jahren geplant, die Baugenehmigung wurde jedoch bisher nicht erteilt. 2020 soll außerdem eine Windkraftanlage auf Gran Canaria errichtet werden, durch die Kiessling seine Unternehmen klimaneutral betreiben will.
Er ist verheiratet mit Brigitte Kiessling und hat zwei Kinder.

## Kritik
Die im Loro Parque gezeigten Shows mit Delphinen und Schwertwalen (Orcas) wurden durch Tierschützer kritisiert.  Es kam zu Verletzungen von Schwertwalen und zu Zwischenfällen mit Tiertrainern, einer davon tödlich.

## Ehrungen und Auszeichnungen
Kiessling ist Ehrenbürger der Stadt Puerto de la Cruz und der Insel Teneriffa sowie Generalkonsul des Königreiches Thailand.

Er erhielt 1986 die Goldmedaille der Vogelfachzeitschrift Gefiederte Welt für die Erstzucht des Blaulatzaras Ara glaucogularis.